# Südkoreanische Fußballnationalmannschaft (U-22-Männer)
Die südkoreanische U-22-Fußballnationalmannschaft ist eine Auswahlmannschaft südkoreanischer Fußballspieler. Sie unterliegt der Verantwortung der Korea Football Association und repräsentiert sie international auf U-22-Ebene in Freundschaftsspielen gegen die Auswahlmannschaften anderer nationaler Verbände. Pflichtspiele finden etwa im Bereich von Kontinentalwettbewerben der Asian Football Confederation oder auf FIFA-Ebene nur für die südkoreanische U-23-Nationalmannschaft statt.

## Geschichte
Die heutige U-23-Asienmeisterschaft wurde ursprünglich mit der Altersstufe U-22 eingeführt, jedoch nach der erstmaligen Austragung als U-22-Asienmeisterschaft 2013 die Altersstufe auf U-23 erhöht. Bei dem Turnier erreichte die südkoreanische Auswahl als Gruppenzweiter das Halbfinale, nach Niederlagen gegen den Irak und Jordanien reichte es nur zum vierten Platz. Aus dem Turnierkader schafften mit Jo Hyeon-woo, Hwang Ui-jo, Kwon Kyung-won, Song Ju-hun, Yun Il-lok, Lee Ki-je, Rim Chang-woo und Baek Sung-dong.einige Spieler den Sprung in die  A-Nationalmannschaft.
Bereits zuvor und danach fanden Spiele einer südkoreanischen U-22-Nationalmannschaft statt. Diese dienten insbesondere zur Vorbereitung auf Turniere der U-23-Altersstufe, etwa im Rahmen von Olympiafußballturnieren oder der oben genannten U-23-Asienmeisterschaften.